# Tim Tetreault
Tim Tetreault, né le 14 mars 1970 à Hanover, dans le New Hampshire, est un spécialiste américain du combiné nordique actif de 1992 à 1998. 

## Palmarès

### Jeux olympiques d'hiver
Il a participé à trois éditions des Jeux olympiques d'hiver en 1992, 1994 et 1998, obtenant son meilleur résultat en 1992 à Albertville, une huitième place par équipes. En individuel, il n'a pas fait mieux qu'une trentième place en 1994 à Lillehammer.

### Coupe du monde
- Son meilleur classement général final est une 13e en 1997.
- Il a obtenu un podium en Coupe du monde en mars 1997 à Lahti, en terminant troisième.

### Coupe du monde B
Il remporte son unique victoire en carrière lors d'une épreuve de la Coupe du monde B à Breitenwang en janvier 1995.